# Nonbaun
Nonbaun is een bestuurslaag in het regentschap Kupang van de provincie Oost-Nusa Tenggara, Indonesië. Nonbaun telt 975 inwoners (volkstelling 2010).